# Silcon
Silcon – konwent fanów fantastyki, organizowany przez Śląski Klub Fantastyki w latach 80. XX wieku.
Mimo krótkiej historii, Artur Nowakowski uznał Silcon za jeden z historycznie najważniejszych konwentów w Polsce.

## Historia
Pierwszy Silcon odbył się w czerwcu 1985 i uznano go wówczas za największą imprezę tej rangi w Polsce. Gościem honorowym imprezy został Forrest J Ackerman. Organizatorzy nie korzystali z żadnej dotacji, co powodowało, że konwent był stosunkowo drogi (koszt uczestnictwa wynosił 5700 złotych - dla porównania koszt udziału w pierwszym konwencie ogólnopolskim (Polconie, który odbył się w październiku 1985, wynosił 3000 złotych).
Drugi Silcon w 1986 roku zorganizowano razem z Polconem. Odbył się w dniach 29 maja -1 czerwca 1986 w Katowicach, a uczestniczyło w nim ok. 600 osób. Jego gośćmi byli m.in. Franz Rottensteiner i James Gunn. Na konwencie przyznano m.in. Śląkfę i pierwszy raz w historii Złotego Meteora. Impreza odbyła się w budynkach Ośrodka Postępu Technicznego. Elementami konwentu były m.in.: seminarium filmowe „Kino-Wyobraźnia-Fantazja” przygotowane przez Zakład Wiedzy o Filmie Wydziału Radia i Telewizji Uniwersytetu Śląskiego, seminarium tolkienowskie oraz futurystyczny koncert Józefa Skrzeka w pobliskim Planetarium Śląskim. Codziennie była drukowana gazetka konwentowa „Świt nad Rawą”.
Towarzyszył mu wydawany corocznie informator. Wydawca uzyskiwał jego rozpowszechnianie zgodę Okręgowego Urzędu Kontroli Publikacji i Widowisk. W edycji z 1985 opublikowano m.in. Mały leksykon filmów fantastycznych autorstwa Mariusza Ramacha i Tomasza Szczepańskiego, edycja z 1986 została połączona z informatorem Polconu.